# Sveti Miklavž in parkelj
Sveti Miklavž in parkelj je slovenska ljudska pravljica, ki je objavljena v knigi Slovenske pravljice, katere je izbrala in uredila Jana Unuk, spremno besedo je napisal Niko Grafenauer, ilustracije pa je prispeval Rudi Skočir.

## Obnova
Miklavž se je odpravil obiskat revnega dečka, ki je bil bolan in tudi lačen. Miklavž si je naložil vrečo jabolk zanj in ker je zunaj zelo močno snežilo je vzel konja in si opasal meč namesto da bi vzel palico. Medtem ko sta s konjem dirjala skozi temno noč, se je le ta v hipu ustavil. Ker je Miklavž v roki držal vrečo, ni mogel pogledat, kaj je razlog. Tako je vzel meč in z njim zamahnil proti črni pošasti. Nekaj je zacvililo in nato je konj zdirjal dalje. Deček je bil zelo vesel darila in Miklavža, ki ga je tolažil ob postelji. Tedaj je nenadoma nekdo začel javkati: »Miklavž, krempelj nazaj!«. Bil je parkelj, ki je iskal svoj krempelj, katerega je našel dobri mož v svoji nožnici. Ko ga je vrnil parkeljnu, se mu je ta zahvalil in mu rekel da se sedaj lahko vrne nazaj k nemarnim, Miklavž pa k dobrim, bolnim, ubogim in pridnim. Od takrat naprej torej za Miklavžem hodijo parkeljni.

## Opis glavnih likov
- Sveti Miklavž je dobri mož, ki obišče bolnega dečka in na poti do njegovega doma parkeljnu odseka krempelj.
- Parkelj je spremljevalec svetega Miklavža, ki mu v tej pravljici odseka krempelj

## Literarne okoliščine
- Kraj dogajanja: pot do dečkovega doma in njegov dom
- Čas dogajanja: noč
- Glavni liki: Miklavž in parkelj